# Huasampillia albipustulata
Huasampillia albipustulata is een hooiwagen uit de familie Gonyleptidae.